# Chalepoxenus kutteri
Chalepoxenus kutteri é uma espécie de formiga da família Formicidae. É endémica da França.